# هینچشتی
هینچشتی (انگلیسی: Hîncești) یک شهر در ناحیه هینچشتی، مولداوی است. این شهر در سال ۲۰۱۴ میلادی ۱۲٬۴۹۱ نفر جمعیت داشته است.

## شهرهای خواهرخوانده
- پلویشت، رومانی
- اور عقیفا، اسرائیل